# Паламедеи
Паламедеи, или шпорцевые гуси, или паламедеевые (лат. Anhimidae), — семейство южноамериканских птиц из отряда гусеобразных (Anseriformes), в котором числятся три вида. Несмотря на то, что своим внешним видом они больше напоминают индейковых, паламедеи являются ближайшими родственниками утиных (Anatidae). Паламедеи известны своими чрезвычайно громкими криками, в связи с чем в английском языке называются screamers («крикуны»).

## Распространение
Паламедеи встречаются исключительно в Южной Америке. Ареал трёх видов охватывает низменности Колумбии и Венесуэлы, а также большую область к востоку от Анд, которая тянется от Боливии и Бразилии до центральной Аргентины. Предпочитаемой средой обитания паламедей являются болотистые местности. Их можно встретить также у берегов медленных рек, у прудов, а также в открытой саванне. Паламедеи являются скорее околоводными, чем водоплавающими птицами, они могут хорошо плавать, но плавательные перепонки у них развиты слабо.

## Эволюция
Находки ископаемых предков паламедей крайне редки. Долгое время были неизвестны находки старше 20 тысяч лет (поздний плейстоцен). Однако в 1990-х годах у города Таубате в Бразилии был впервые найдены ископаемые остатки древнего вида, жившего на рубеже олигоцена и миоцена. Позже в Англии и Вайоминге были найдены остатки эоценового возраста, предположительно принадлежащие паламедеям, однако из-за их фрагментарности определение остаётся спорным.

## Паламедеи и люди
Из-за громких криков паламедеи широко известны в странах их обитания. Часто их рассматривают как вредителей, поедающих зерно на полях. Среди охотников они непопулярны, так как их мясо считается невкусным. Паламедеи хорошо приручаются и иногда даже используются в качестве сторожевых животных, которые громко извещают о приближении какого-либо пришельца. Также у паламедей на сгибе крыла имеются две острые шпоры, которые служат им для драк с сородичами за территорию. Мясо паламедей непопулярно из-за своей размытой структуры и многочисленных полостей с воздухом, однако туземцы его едят.
Рогатые и хохлатые паламедеи встречаются довольно часто. Колумбийская паламедея считается отчасти угрожаемым видом, так как её популяция составляет от 2 500 до 10 000 особей.
Угрозой для всех видов является освоение человеком их местообитаний под пастбища и посевы, интенсификация сельского хозяйства.

## Классификация
В семействе паламедей 2 рода с 3 видами:
- Род Рогатые паламедеи (Anhima)
  - Рогатая паламедея (Anhima cornuta)
- Род Паламедеи (Chauna)
  - Черношейная паламедея (Chauna chavaria)
  - Хохлатая паламедея (Chauna torquata)